# Adrian Fein
Adrian Markus Fein (Monaco di Baviera, 18 marzo 1999) è un calciatore tedesco, centrocampista dello Jahn Ratisbona.

## Carriera

### Club
Ha giocato nella prima divisione tedesca ed in quella olandese.

### Nazionale
Ha giocato nelle nazionali giovanili tedesche Under-18, Under-19, Under-20 ed Under-21.

## Palmarès

### Club

#### Competizioni internazionali
- Supercoppa UEFA: 1

Bayern Monaco: 2020

#### Competizioni nazionali
- Supercoppa di Germania: 1

Bayern Monaco: 2020